# Sclerotheca magdalenae
Sclerotheca magdalenae là loài thực vật có hoa trong họ Hoa chuông. Loài này được J.Florence miêu tả khoa học đầu tiên năm 1996.